# Phora litoralis
Phora litoralis är en tvåvingeart som beskrevs av Dahl 1896. Phora litoralis ingår i släktet Phora och familjen puckelflugor.
Artens utbredningsområde är Tyskland. Inga underarter finns listade i Catalogue of Life.